# Джон Данлап
Джон Тімоті Данлап (16 квітня 1957 , Оттава ) — лейтенант Магістр ордену та очільник Суверенного військового Мальтійського ордена з 13 червня 2022 року.

## Освіта та кар'єра
Данлеп народився в Оттаві, Онтаріо, Канада.
Здобув ступінь бакалавра мистецтв в Університеті Оттави і ступінь доктора юриспруденції в Університеті Західного Онтаріо.
Він також навчався в університеті Ніцци.
Данлеп є членом Асоціації адвокатів штату Нью-Йорк та Асоціації адвокатів Онтаріо.
У 1986 році він приєднався до нью-йоркської юридичної фірми Dunnington, Bartholow & Miller.
Він став партнером у 1993 році.Спеціалізувався на корпоративному та імміграційному праві.
Був юридичним радником Постійного спостерігача Святого Престолу при Організації Об'єднаних Націй.

## Мальтійський орден
Данлеп здобув звання Лицаря Мальтійського Ордену в 1996 році.
У 2004 році він склав тимчасові обіти як Лицаря Справедливості.
3 травня 2023 року Данлап був обраний князем і 81-м великим магістром Суверенного військового Мальтійського ордену. Обрання Данлапа стало можливим завдяки перегляду конституції Ордену у 2022 році за наказом Папи Франциска, який скасував традиційну вимогу, щоб Великий магістр мав шляхетне походження.
13 червня 2022 року Папа Франциск затвердив Данлапа Великим Магістром Ордену.